# Kodiak (Band)
Kodiak war eine von 2007 bis 2012 aktive Post-Metal-, Drone- und Funeral-Doom-Band.

## Geschichte
Die Gruppe Kodiak wurde 2007 von den als T., M. Und S. agierenden Musikern Maik Erdas, Thomas Mrasek und Sebastian Maiwald initiiert. Bereits das selbstbetitelte Demo aus dem Jahr 2008 erschien in Kooperation mit Denovali Records. Die Verbindung entstand aus einem freundschaftlichen Verhältnis zu den Betreibern des Labels und gemeinsamen Idealen hinsichtlich der Präsentation und Vermarktung der Musik. Die Partnerschaft mit dem deutschen Independent-Label führte das Trio bis zur Auflösung der Band fort. Nach der weiteren Veröffentlichung von einem Album, einem Split-Album mit Nadja und einem mit Black Shape of Nexus, einem Kollaborations-Album mit N, die alle in der Tonmeisterei in Oldenburg eingespielt wurden, sowie einer Kompilation des gesamten Materials abzüglich des Demos, löste die Band sich auf. Zwar kündigte die Band noch im August 2011 für das folgende Jahr den Beginn von Arbeiten an einem sich über drei Alben erstreckenden Konzept an. Jede weitere Veröffentlichung blieb jedoch aus. Die nachkommenden Arbeiten sollten sich derweil in Stimmung und Stil vom bisherigen Schaffen unterscheiden. Weitere Informationen zu dem Vorhaben, dem Konzept und der Begründung der Auflösung blieben aus. Das Label gab zu Beginn des Jahres 2012 die Auflösung bekannt.

## Stil
Die rein instrumentale Musik von Kodiak wird von der Band und dem Label als „Funeral Drone“ beworben. In der Rezeption wird die Musik unterschiedlich eingeordnet. Rezensenten verweisen auf Interpreten des Post-Metal, des Funeral Doom und Drone Doom wie Pelican, Isis, Esoteric und Sunn O))) zum einordnenden Vergleich. Das Webzine Doom-Metal.com kategorisiert die Gruppe als Drone Doom und Post-Metal. In einer für Bloodchamber verfassten Besprechung ist die Musik indes als „zähe Masse, die irgendwo in der Schnittmenge von Funeral Doom und Drone Elementen zu finden ist“ beschrieben. Die Musiker betonen derweil sich nicht als Doom-Metal-Band zu begreifen.

„Unsere Liebäugelei mit dem Doom-Kontext war eigentlich sehr früh vorbei; trotzdem werden wir immer wieder in diese Schublade gesteckt. Macht man allerdings mal den Vergleich unserer Songs mit klassischen Doom-Songs oder Bands, sollte das schnell auffallen. Nur laut und/oder langsam ist da unserer Meinung nach nicht das einzige Kriterium.“

Die Gruppe durchlief einen graduellen Wandel der präsentierten Stilrichtung, so sei das Demo noch von Switchblade beeinflusst gewesen. Die rein instrumentale Musik wird als meditativ, „pechschwarz, heftig und sehr böse“ beschrieben. Hierbei entstünden „riesige Klanglandschaften“ und eine „Mischung aus monolithischen Säulen und extrem dichten Atmosphären“. In einer Besprechung der Kompilation wird die Werkschau der Band als eine „düstere Ansammlung aus dröhnenden Akkorden und anderen Geräuschen, die darum wetteifern, wer das längste Sustain hat“ beschrieben. In einer für das Webzine Metal Inside verfassten Besprechung ist die Musik wird auf „abgefahrene[…] Riffs“, ein „akzentuierte[s] Drumming“ und ein „immer wieder aufkommende[s] dissonante[s] Piano“ verweisen.

## Diskografie
- 2008: Kodiak (Demo, Denovali Records)
- 2009: Kodiak (Album, Denovali Records)
- 2009: Kodiak/Nadja (Split-Album mit Nadja, Denovali Records)
- 2010: Kodiak/Black Shape of Nexus (Split-Album mit Black Shape of Nexus, Denovali Records)
- 2011: Rn|Xe (Kollaboration mit N, Denovali Records)
- 2011: Kodiak (Kompilation, Denovali Records)